# GoEast – Festival des mittel- und osteuropäischen Films 2016

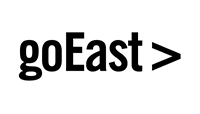
Logo des Festivals

Das 16. goEast – Festival des mittel- und osteuropäischen Films fand vom 20. April bis zum 26. April 2016 in Wiesbaden statt. Der Eröffnungsfilm war Tod in Sarajevo des bosnischen Regisseur Danis Tanović. Es wurde von über 12.200 Besuchern besucht.

## Internationaler Wettbewerb
Der internationale Wettbewerb des Festivals umfasste sechzehn Filme, davon sechs Dokumentarfilme. Für fünfzehn der Filme ist es die Deutschlandpremiere. Jury-Präsident des internationalen Wettbewerbs ist der Regisseur, Kameramann und Drehbuchautor Karpo Aćimović Godina.
Weitere Mitglieder sind die kroatische Schauspielerin Tihana Lazović, Ewa Mazierska, Professorin für Filmwissenschaft an der University of Central Lancashire, der serbische Filmproduzent Miroslav Mogorović sowie die tschechische Programmkuratorin Lenka Tyrpáková. Auf dem Festival erfolgte zudem der Wettbewerb der FIPRESCI zum „Preis der internationalen Filmkritik“.
Mit dem Preis für den Besten Film wurde der russische Film Insight von Alexandr Kott ausgezeichnet. Den Preis der Landeshauptstadt Wiesbaden für die Beste Regie und den Preis der Internationalen Filmkritik erhielt der polnische Spielfilm Die Rote Spinne von Marcin Koszałka. Und den Preis des Auswärtigen Amts für kulturelle Vielfalt erhielt der Dokumentarfilm Fremde Arbeit von Denis Shabaev.

### Spielfilme
| Filmtitel            | Regie                | Land                            |
| -------------------- | -------------------- | ------------------------------- |
| Morgenröte           | Laila Pakalniņa      | Lettland, Polen, Estland        |
| Bopem                | Schanna Issabajewa   | Kasachstan                      |
| Sirenengesang        | Agnieszka Smoczyńska | Polen                           |
| Die Rote Spinne      | Marcin Koszałka      | Polen, Tschechien, Slowakei     |
| Eva Nová             | Marko Škop           | Slowakei, Tschechien            |
| Insight              | Alexander Kott       | Russland                        |
| Wir sind nie alleine | Petr Václav          | Tschechien, Frankreich          |
| Orizont              | Marian Crișan        | Rumänien                        |
| Lied der Lieder      | Eva Neymann          | Ukraine                         |
| Der Warteraum        | Igor Driljaca        | Kanada, Bosnien und Herzegowina |

### Dokumentarfilme
| Filmtitel                     | Regie                                              | Land                           |
| ----------------------------- | -------------------------------------------------- | ------------------------------ |
| Wartesaal                     | Palo Korec                                         | Slowakei                       |
| Fremde Arbeit                 | Denis Shabaev                                      | Russland                       |
| Im Licht des Sonnenuntergangs | Salomé Jashi                                       | Georgien                       |
| Wenn die Welt leicht wird     | Salome Matschaidse, Tamuna Karumidze, David Meskhi | Georgien, Deutschland          |
| Der Ameisenhügel              | Vladimir Loginov                                   | Estland                        |
| Ukrainian Sheriffs            | Roman Bondartschuk                                 | Ukraine, Lettland, Deutschland |

## Weitere Veranstaltungen
Die Filmwettbewerbe wurden von zahlreichen weiteren Programmpunkten ergänzt. Für Nachwuchsfilmschaffende aus Osteuropa und Deutschland bot das Festival das East-West Talend Lab. Bei dieser Fortbildungsveranstaltung wird der Open Frame Award für Experimentalfilm und Videokunst vergeben. Ebenfalls wurde der goEast Development Award vergeben.
Die Reihe Beyond Belonging stand in diesem Jahr unter dem Titel Wir und Sie? Vom Anderssein und Andermachen widmet sich den aktuellen politischen Themen der Region, wie der anhaltenden Konfrontation zwischen Russland und dem Westen, dem globalen islamischen Terror dem rechtsgerichteten Staatsumbau in einigen osteuropäischen Staaten und rechtspopulistischen Massenprotesten in Deutschland.
Das Projekt „Young Filmakers for Peace“ soll junge Filmemacher aus den Konflikt- und Post-Konfliktregionen Osteuropas und des nahen Ostens zusammenbringen. Das neue Projekt „Oppose Othering!“ soll junge Filmemacher aus Deutschland sowie Mittel- und Osteuropa zusammenbringen.
Das Symposium unter dem Titel „Die im Schatten“ behandelt das Genre der Kriminalfilme in Mittel- und Osteuropa zwischen 1945 und 1989. Das Werk des Regisseurs und Autors Juliusz Machulski wird mit einem umfassenden Porträt gewürdigt. Für den inhaftierten ukrainischen Filmemachers Oleh Senzow findet eine Solidaritätsveranstaltung statt.